# Матвіївська вулиця (Труханів острів)
Матві́ївська ву́лиця — зникла вулиця міста Києва, що існувала в робітничому селищі на Трухановому острові. Пролягала від Набережної до Деснянської та Дніпровської вулиць.
Прилучалися Конторська вулиця.

## Історія
Виникла під такою ж назвою 1907 року під час розпланування селища на Трухановому острові. Назва вулиці походить від Матвіївської затоки, до якої вулиця виходила. 
Восени 1943 року при відступі з Києва німецькі окупанти спалили селище на острові, тоді ж припинила існування вся вулична мережа включно із Матвіївською вулицею.